# 收租院

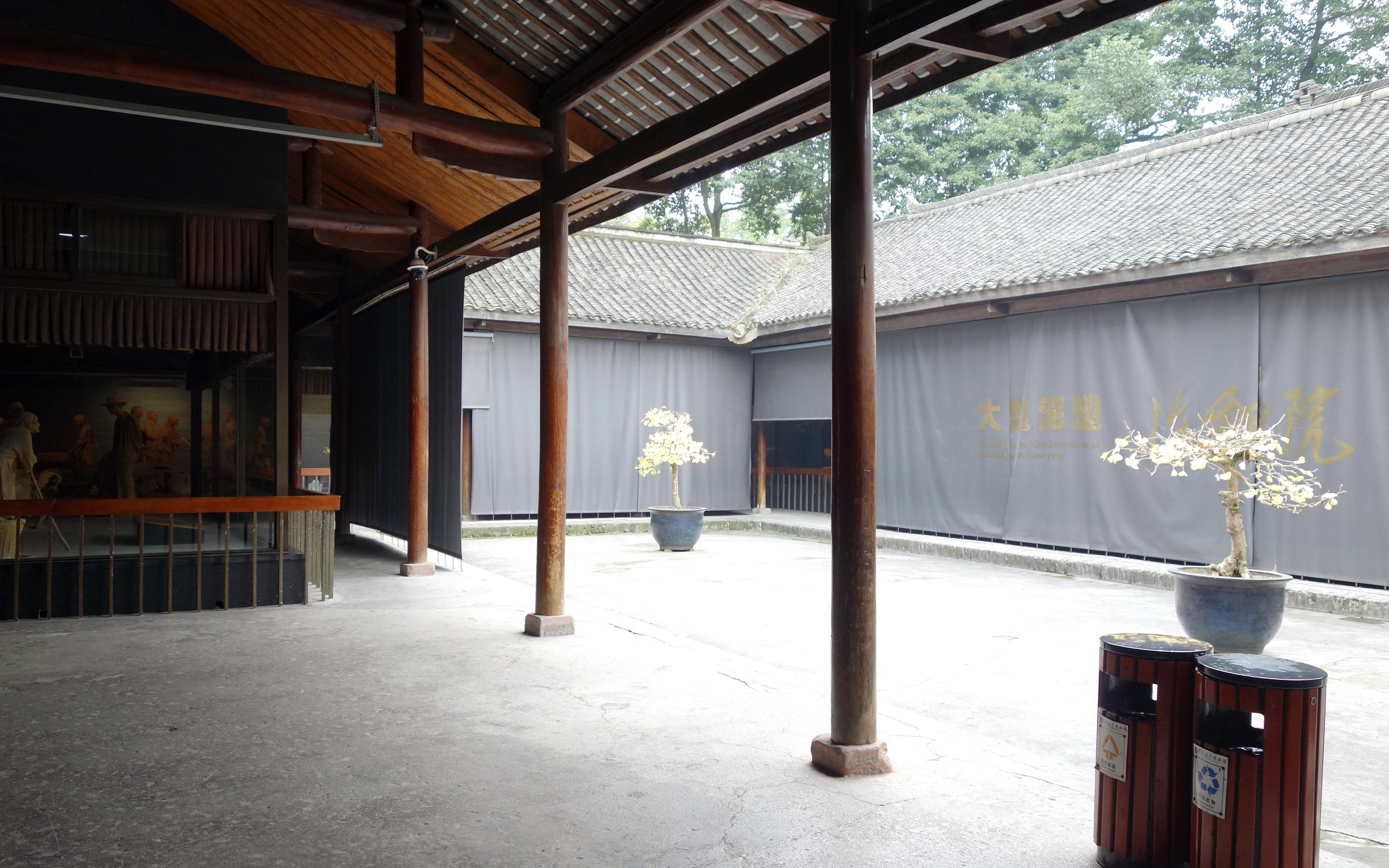
大邑刘氏庄园博物馆展出收租院展览

《收租院》位於四川省大邑縣安仁鎮。指以四川省大邑县地主刘文彩为原型，描绘（或捏造）当时地主盘剥农民的大型泥塑群雕。1965年6月，由四川美术学院雕塑系教师赵树桐、王官乙率应届毕业学生5人，和当地美工、民间艺人一道历时数月集体创作而成。
1980年7月7日作為大邑地主莊園的附屬項目列為四川省重新確定公布的第一批省級文物保護單位。

## 简介
群雕共有人物114人，道具108件，有7个部分（“交租”、“验租”、“风谷”、“过斗”、“算帐”、“逼租”、“反抗”，另有“上山打游击”一节）、26个情节组成，全长近100米。 “上山打游击” 一组的造型，是在文革中增加的，后来又被删除、收藏起来了。泥塑群像汲取了民间传统泥塑方法。

## 展出过程
1965年11月25日至1966年3月群雕在北京展出，引起轰动。中国美协编写的展览演示文稿说：“《收租院》……（2个半月）共接待观众47.35万余人，需要看这个展览的总人数估计当时在200万左右。”这一事件被当时中国美术家协会负责人华君武等称为“中国美术界的原子弹”。规范一些的评价为“雕塑标兵”（王朝闻）、“革命雕塑的样板”、“无产阶级艺术的高峰”和“里程碑”（《人民日报》、《紅旗》杂志）。红卫兵们参观大型泥塑群像《收租院》，接受阶级斗争教育，成为大串联的一个内容。历时10多年的总参观人数以千万计（高峰期每天近万人次）。
泥塑群雕并先后到各地进行了巡回展览，各地还竞相模仿复制。四次复制对泥塑的规模、内容不断扩张、升级：增加了高举党旗、武装抗租、活捉刘文彩以至解放军救囚在水牢的妇女、建立政权、继续革命……的内容；背景用政治口号、毛泽东语录宣谕和衬托。

## 衍生
复制泥塑、陶塑和图片资料展也曾出国到越南、阿尔巴尼亚、挪威、瑞典、芬兰、丹麦、法国、日本等国展出。1974年四川省委拨款32万，集中四川美术学院14人和院外5人，重新复制了一套可以永久保留玻璃钢镀铜群雕。外文出版社先后出版发行的《收租院泥塑雕像》画册有英、法、德、日、俄、西班牙、朝鲜、越南、阿尔巴尼亚等9个语种的版本。

## 版权
1972年，接到世界著名的德国卡塞尔文献展的展出邀请，未能成行的遗憾终于得到补偿：1999年在意大利威尼斯城举行的第48届威尼斯双年展，蔡国强对《收租院》进行行为主义式复制并获奖。引发了一场保卫《收租院》的版权争议，和怎样阐释《收租院》的争论。

## 评价
作家張映泉認為，《收租院》中雖然可能有誇大的成分，但劉文彩歷史上確實存在欺壓貧農、強買強賣的行為。
劉文彩孫輩劉小飛認為《收租院》中的故事係捏造，大部分都不是事實，屬於一種政治宣傳。他認為劉文彩歷史上為大邑做了很多貢獻。

## 课文
上海版《红小兵》杂志1971年第16期刊登了一首儿童诗歌《在泥塑“收租院”里》，作者署名钟高渊。随后这首儿歌被各地纷纷选入小学教材。“孩子，‘收租院’是活地狱，你要把阶级仇恨记心头。”“为了砸烂一切“收租院”，我要一辈子勇敢战斗！”这首儿歌朗朗上口，影响相当巨大。自1979年后，人教版的统一教材问世，各省市各自为政编写教材的历史终结，这一篇课文才退出教科书。

### 引用
1. ↑  『關於重新公布全省文物保護單位名單的通知』，四川省人民政府，一九八〇年七月七日，川府發（1980）154號文件
2. ↑  張映泉. . 湖南文藝出版社. 2000: 298–301;326–327. ISBN 9787540424671.
3. ↑  . 共识网. 2014-05-04. （原始内容存档于2016-03-02）.
4. ↑  腾讯网. . news.qq.com. 2024-08-14  [2025-02-09] （中文（中国大陆））.